# Sportivo Guzmán Tucumán
Club Sportivo Alfredo Guzmán – argentyński klub piłkarski z siedzibą w mieście Tucumán leżącym w prowincji Tucumán.

## Osiągnięcia
- Udział w Torneo Promocional: 1967
- Mistrz ligi prowincjonalnej Liga Tucumana de Fútbol (3): 1965[1], 1990, 1996

## Historia
Klub założony został 12 kwietnia 1921 roku i gra obecnie w piątej lidze argentyńskiej Torneo Argentino C. Największym osiągnięciem w historii klubu było zakwalifikowanie się w roku 1967 do najlepszej ósemki klubów prowincjonalnych Argentyny. Ponieważ klub Sportivo Guzmán nie zdołał zakwalifikować się do najlepszej czwórki, nie zagrał w pierwszej lidze pierwszych ogólnonarodowych mistrzostw Argentyny. Jako pocieszenie pozostał udział w Torneo Promocional.